# Hadrianus mur
Hadrianus mur, även kallad Hadrian's Wall  (Latin: Vallum Aelium) är en romersk gränsförsvarsanläggning som byggdes på order av kejsar Hadrianus med start år 122 då kejsaren besökte Britannia. Den 118 km långa muren sträckte sig från kust till kust.  Hadrianus mur var befäst fram till romartidens slut med undantag av  en period då gränsen flyttades 120 km norrut till Antoninus mur. Flera fort längs muren har grävts ut och är nu museer.

## Konstruktion
Förutom den 4,5 meter höga muren som gick från kust till kust mellan Solway Firth i väster och Tynemouth i öster, byggdes mindre numrerade befästningar (milecastles), med portar i muren, varje romersk mil och mitt mellan befästningarna fanns två vakttorn. Denna ursprungliga konstruktion tog cirka sex år att bygga. Redan innan muren var färdig utökades den med 14 fort samt jordvallar (vallum) söder om muren.

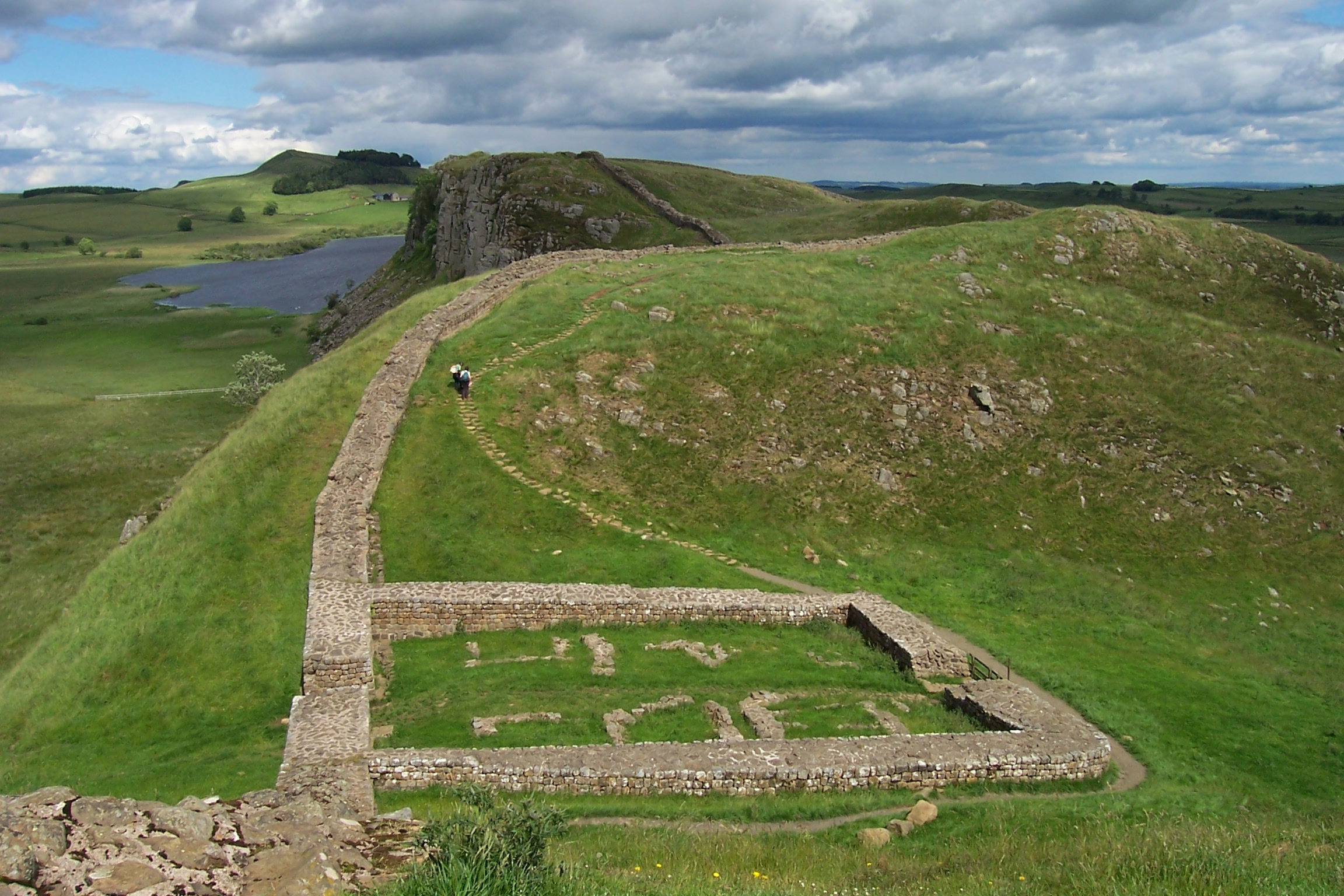
Milecastle 39
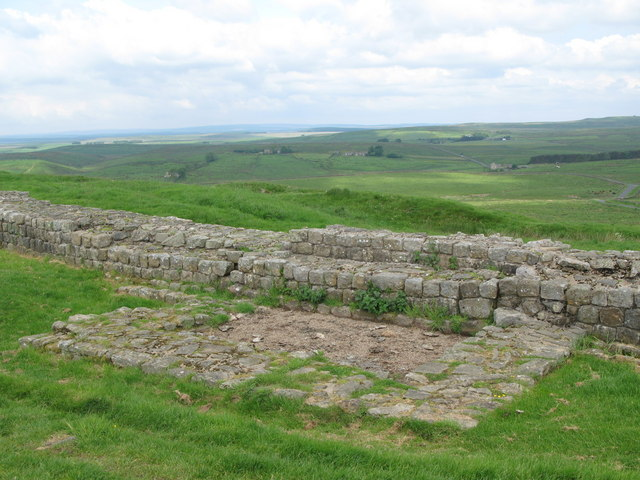
Torn 41a
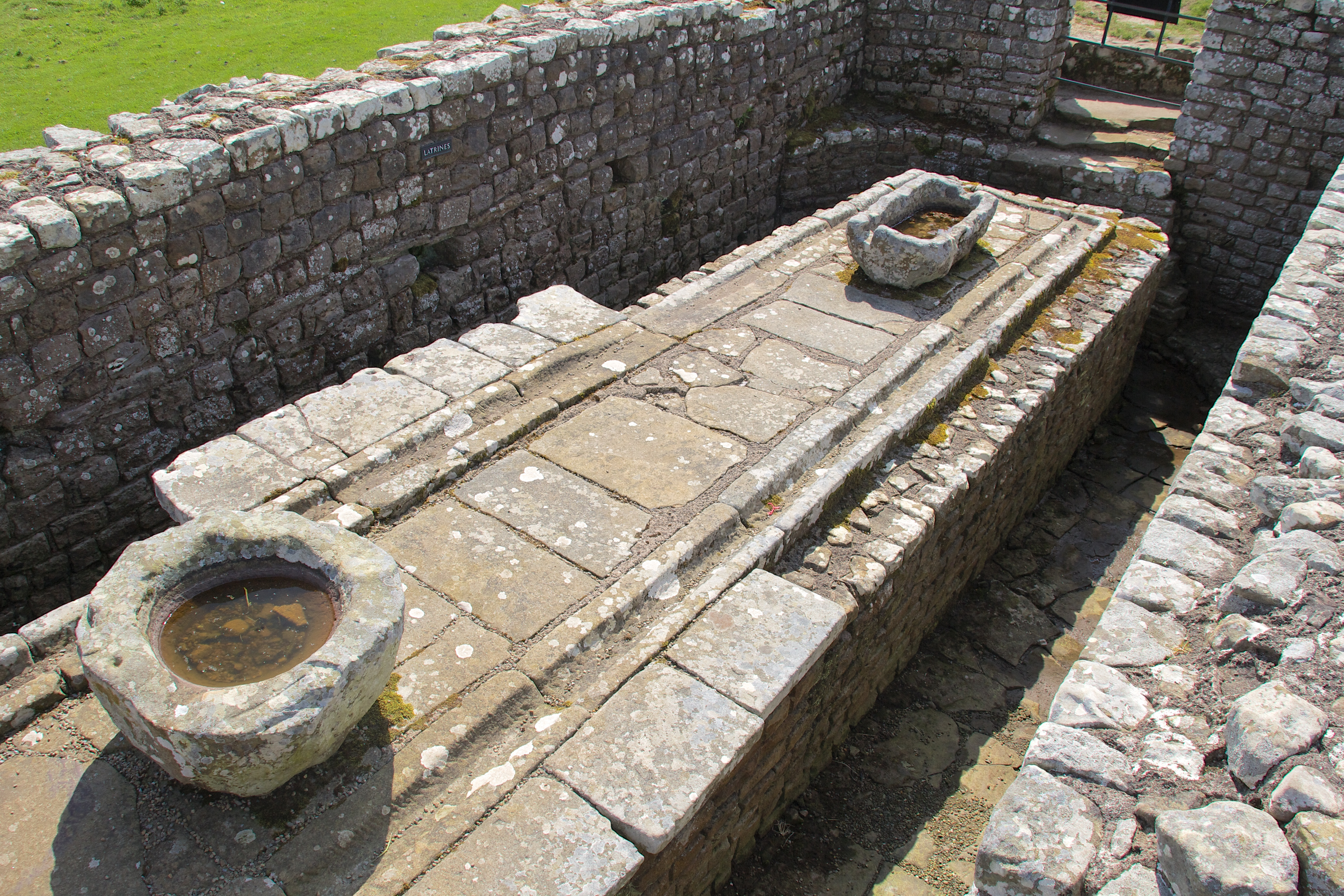
Latrin, Housesteads fort
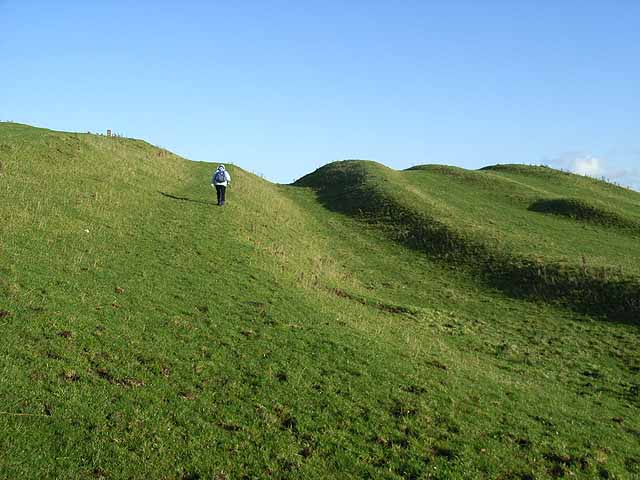
Vallum

Muren låg strax norr om de tidigare befästningarna som legat mellan floden Tyne och Solway Firth. Muren lades så att den utnyttjade landskapets naturliga hinder. Det allra mesta är byggt av sten, men den östligaste delen av muren, eller då snarare vallen, byggdes av grästorvor.

## Gränslinjen under romartiden
Muren byggdes strax norr om en befintlig försvarslinje mellan Tyne och Solway Firth. Hadrianus efterträdare som kejsare, Antoninus Pius, beslutade att gränsen skulle flyttas 59 km norrut, och därmed byggdes ännu en mur, Antoninus mur. 20 år senare övergavs denna, och gränsen flyttade tillbaka till Hadrianus mur.

## Efter romarrikets tillbakadragande
Forten vid muren användes i nästan 300 år, fram till början av 400-talet, då romarna lämnade Britannien. De yngsta mynten som hittats i området är från 403–406 e.Kr. Vad som sedan hände är oklart. Man tror att livet på forten kan ha fortsatt, och att regementschefen kan ha förvandlats till en lokal hövding.
Stenen i muren har använts till att bygga slott, kyrkor och gårdar. Ett exempel på hur viktig stenen var som byggmaterial kan man se i Burgh by Sands där kyrkan är byggd uppe på grundstenarna av ett romerskt fort. Bäst bevarad är muren i områden som är glest befolkade, och där det är gott om sten i markerna, mest i mitten av murens sträckning.
Från 1700-talet började man sätta stopp för att använda muren och dess fort som stenbrott, men det var inte förrän i mitten av 1800-talet som arkeologer och historiker (John Clayton, John Hodgson och John Collingwood Bruce) började studera muren på allvar.

## Världsarv

Karta som visar Hadrianus mur och den senare tillkomna Antoninus mur.

År 1987 skrevs Hadrianus mur in på Unescos lista över världsarv. Världsarvet utvidgades 2005 till att omfatta även romarnas gräns i Tyskland, vilka idag är ett transnationellt världsarv, med namnet Romarrikets yttre gränser, engelska Frontiers of the Roman Empire.
År 2003 öppnades vandringsleden Hadrian's Wall Path, som går från Wallsend i Newcastle upon Tyne i öst till Bowness-on-Solway i väst.